# XII. Leó pápa
XII. Leó pápa (eredeti nevén: Annibale Francesco Clemente Melchiore Girolamo Nicola della Genga; Pápai Állam, Genga, 1760. augusztus 22. – Róma, 1829. február 10.) a 252. római pápa 1823-tól haláláig.

## Élete
1790-ben a Sixtinában nagy tapintattal halotti beszédet mondott II. József császár fölött. 1793-ban tiruszi érsek, 1794-ben kölni nuncius, 1816-ban bíboros és 1823-ban pápa lett. 1824. május 3-án kiadott enciklikájában föllépett az indifferentizmus és a bibliai társulatok ellen. 1825-ben adakozásra szólította föl a híveket a Szent Pál-bazilika restaurációjára, határozottan kikelt a titkos társulatok, szabadkőművesek és carbonarik ellen, Ázsia néhány szakadár egyházát egyesítette Rómával. Államában lényeges javításokat tett, csökkentette az adókat, kórházakat alapított, a jezsuitáknak visszaadta a Collegium Romanumot. 1829. január 10.-én XII. Leó pápa elítélte a himlőoltást. „Bárki is hajtja végre ezt az oltást, megszűnik Isten gyermeke lenni. A himlő Isten ítélete… Az oltás az Istennek címzett kihívás”, hangzott a pápai állásfoglalás. Sírját Thorwaldsen által készített emlék díszíti.

### Oltásellenes Pápa?
A pápaság reakcióját az olaszországi védőoltás megérkezésére a "Pratique de la Vaccination antivariolique dans les provinces de l'État pontifical au 19eme siecle" című cikk dokumentálja, amelyet Yves-Marie Bercé és Jean-Claude Otteni írt a Revue d'Hastist.  Bercé és Otteni, XII. Leó életrajzírói és kortársai, nem említenek ilyen tiltást. A szerzők a mitikus oltási tilalom eredetét, amelyet általuk szorgalmaznak, XII. Leónnak, Della Genga bíboros alakjának tulajdonítják, amikor 1823-ban pápa lett. Tanítási hajthatatlansága és mély áhítata, és különösen a világi ostobaságok tiltásában tanúsított szigorúsága nagyon gyorsan elidegenítette tőle a liberális véleményt. Szigorú szellemisége, és különösen tekintélyelvű és konzervatív kormányzási stílusa miatt kritika és gúnyolódó megjegyzések céltáblája volt. Az angol utazók, akik meglátogatták a félszigetet, és számos római diplomata, mindazonáltal csodálták a pápa komolyságát.
Néhány modern szerző, például Georgina Sarah Godkin zsidó történész szerint XII. Leó állítólag betiltotta az oltást.
A legújabb tudósok azonban nagy erőfeszítések ellenére sem találtak olyan rendeletet, amely alátámasztaná azt az állítást, hogy XII. Leó pápa valóban betiltotta volna a himlő elleni oltást.
Donald J. Keefe a „Tracking the footnote” című cikkében kijelenti,„hogy valóban kikövetkeztette XII. Leóntól származó idézetet, amelyet Dr. Pierre Simon idéz a „Le Contredes Naissances” című művében; a pápa valóban határozottan elítéli az oltást, de nem általában az oltást, hanem csak a "nem ellenőrzött módon történő oltást".
Ezért azt állítani, hogy XII. Leó betiltotta a himlő elleni oltást, erre nincs bizonyíték. A következő idézetet pedig gyakran a pápának tulajdonítják a mai napig:
| La fake news contro Leone XII accusato di essere no-vax (eredeti olaszul)                                                                            | Az álhírek XII. Leó ellen, akiket azzal vádolnak, hogy vakcináció-ellenes (magyarul)                                                  |
| --- | --- |
| Chiunque procede alla vaccinazione cessa di essere figlio di Dio: il vaiolo e un castigo voluto da Dio, la vaccinazione e una sfida contro il Cielo. | Aki beoltatja magát, megszűnik Isten gyermeke lenni: a himlő Isten által kívánt büntetés, az oltás pedig kihívás a Mennyország ellen. |

A fent említett amerikai jezsuita Keefe tudományosan vizsgálta a pápai dokumentumokat, de nem talált bizonyítékot ilyen hivatkozásra. 
A tilalom hiányát az is bizonyítja, hogy 1828-ban a Bolognai Orvosi-Cikológiai Társaság végezhetett oltásokat.
Azt a következtetést vonhatjuk tehát le, hogy az évek során a pontatlan (vagy inkább: tendenciózus és ellenséges liberális-baloldali beállítottságú) történetírás egy kitalált „fekete legendával” vette körül Leon képét, azt állítva, hogy megrögzött oltásellenes volt; - ami nem volt az, mivel a Pápai állam orvosainak is elrendelte a fekete himlő elleni oltást - de a heves ellenállás miatt nem kötelezőként, hanem önkéntesként. Ez megdöbbentő, különösen, ha figyelembe vesszük az egyéb ügyekben tanúsított hajthatatlan szigorát.

## Művei
- Documenta Catholica Omnia (latin nyelven). Cooperatorum Veritatis Societas. (Hozzáférés: 2011. december 6.)